# Espace Diamant

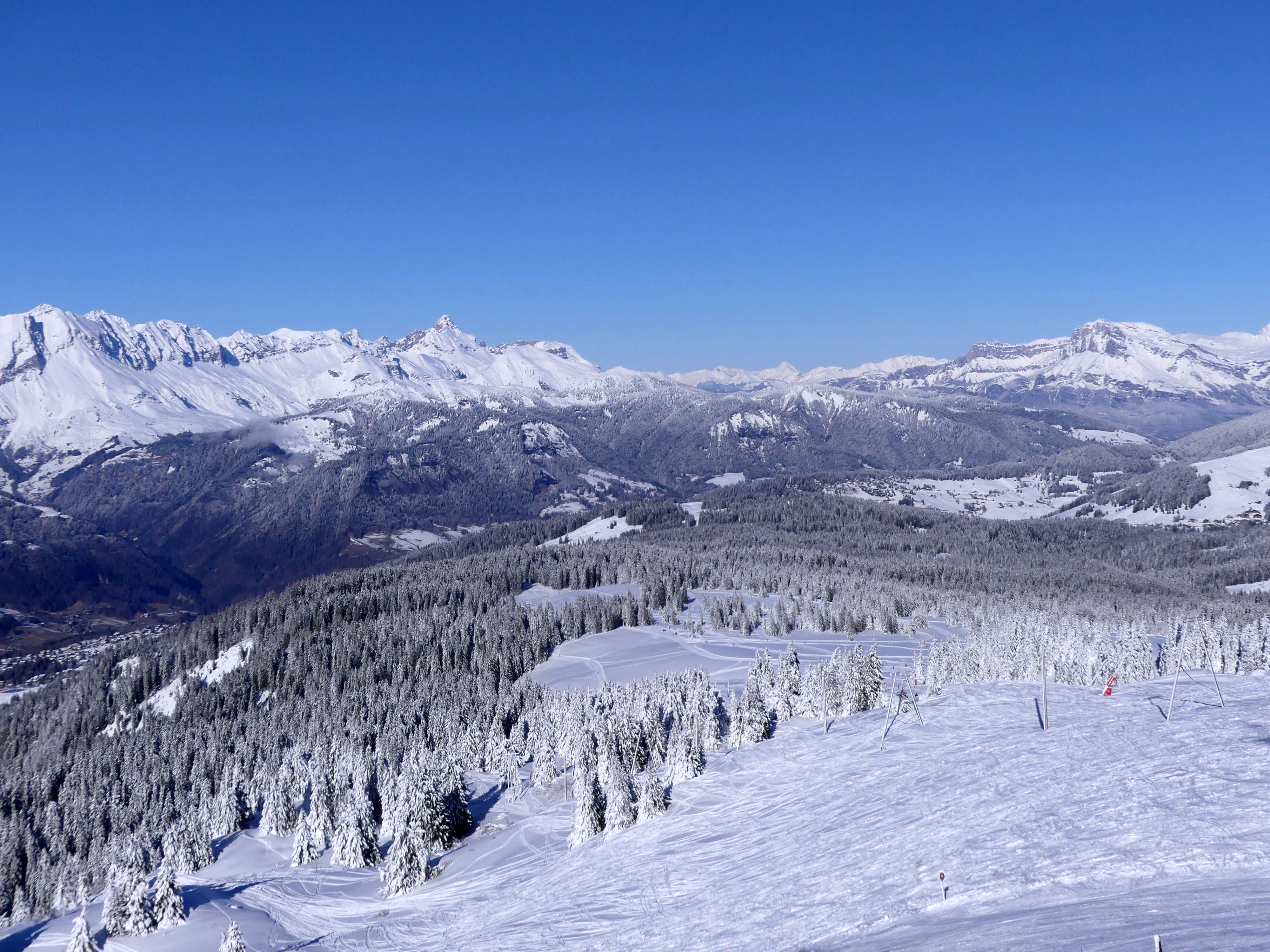
Espace Diamant in januari 2024

Espace Diamant is een groot wintersportgebied in de Franse Alpen, meer bepaald in de vallei van de Arly en in de Beaufortain, in de departementen Haute-Savoie en Savoie. Het overkoepelt sinds 2005 vijf skigebieden en een tiental skidorpen. Gemeten aan de hand van 10 criteria, waaronder totale lengte van de pistes, totale oppervlakte en hoogteverschil, is Espace Diamant het 23e grootste aaneengesloten wintersportgebied ter wereld en het 9e van Frankrijk. De hoogste top is de Mont de Vorès (2067 m), waarmee Espace Diamant eerder laaggelegen is.
Espace Diamant ontstond in 2005 door de fusie van Espace Cristal, dat op zijn beurt in 1984 was ontstaan, en Espace Val d'Arly, uit 1973. Het omvat vijf skigebieden:
- Les Saisies, met de skidorpen Les Saisies, Bisanne 1500 en Hauteluce
- Crest-Voland Cohennoz, met Crest-Voland en Cohennoz (Cernix)
- Flumet - Saint-Nicolas-la-Chapelle, met Les Evettes
- Notre-Dame-de-Bellecombe, met Notre-Dame-de-Bellecombe, Notre-Dame-de-Bellecombe Mont-Rond (Le Planay) en Notre-Dame-de-Bellecombe 1450 (Les Frasses)
- Praz-sur-Arly.